# Native Dancer
Native Dancer (* 27. März 1950; † 16. November 1967), auch The Gray Ghost,  The Dancer oder nur The Gray genannt, war eines der am meisten bewunderten und gefeierten Rennpferde der Geschichte und das erste Rennpferd, das durch das Medium Fernsehen berühmt wurde. Er ist das einzige Pferd der Vollblutgeschichte, das sowohl auf der Rennbahn als auch in der Zucht zu den besten aller Zeiten gezählt werden muss.
Geboren wurde er auf der Scott-Farm in der Nähe von Lexington in Kentucky, aufgezogen und trainiert von seinem Besitzer Alfred Gwynne Vanderbilt II (Sohn des Alfred Gwynne Vanderbilt) auf der Sagamore Farm in Glydon in Maryland. Native Dancer war Sohn des Preakness Stakes Gewinners Polynesian und von Geisha, Tochter des eisenharten Hengstes Discovery, der ebenfalls die Preakness Stakes gewann und auch Mutter-Vater von Bold Ruler ist.
In seiner ersten Saison als Zweijähriger gewann Native Dancer alle neun Rennen, an denen er teilnahm, wobei er die Zuschauer mit seinem Rennstil begeisterte, bei dem er sein großes Talent zum Endspurt entfaltete. 1952 wurde er zum Pferd des Jahres gewählt.
Als Dreijähriger wurde dem bisher unbesiegten Native Dancer ein großes Medieninteresse zuteil. Er gewann die Rennen Gotham Mile und Wood Memorial, aber beim Kentucky Derby verlor er zum ersten und einzigen Mal. Man beschuldigte seinen Jockey Eric Guerin, aber er war nicht schuld, sondern Native Dancer wurde während des Rennens zweimal gefoult und verlor am Schluss nur ganz knapp gegen Dark Star.
Dann siegte er aber wieder bei den Preakness Stakes, den Belmont Stakes und den Travers Stakes, was vor ihm nur Duke of Magenta, Man o’ War und Whirlaway und nach ihm bisher nur noch zwei Pferden gelungen war. In dieser Saison verlor er nicht mehr und wurde zum Champion der Dreijährigen gewählt.
1954 gewann Native Dancer alle drei Rennen, an denen er teilnahm, und sollte nach Frankreich verschifft werden, um am prestigeträchtigen Prix de l’Arc de Triomphe teilzunehmen, aber wegen einer Hufverletzung musste er aus dem Rennsport genommen werden, und wurde nur noch zur Zucht eingesetzt. Mit seinen 21 Siegen bei 22 Rennen wurde er zum Pferd des Jahres 1954 gewählt und am 31. Mai auf dem Titelbild des Time Magazine abgebildet.
In der Zucht war er sehr erfolgreich, und zahllose Champions der heutigen Zeit, wie der Dubai World Cup Gewinner Curlin, der erste und bislang einzige Gewinner des Grand Slams (Triple Crown + Breeders’ Cup Classic) American Pharoah und Sea Bird in Europa, gehen auf ihn in der Hengstlinie zurück. Eine seiner Töchter, Natalma, ist die Mutter des großen Northern Dancer. Seinem Enkel Mr. Prospector (1970–1999), auf der Rennbahn eher eine bescheidene Größe, war im Gegensatz zu seinem Großvater ein langes Leben mit sehr vielen Nachkommen beschert und er baute mit seinen Söhnen Fappiano (1977–1990), Forty Niner (1985–2020), Gone West (1984–2009), Kingmambo (1990–2016), Machiavellian (1987–2004), Smart Strike (1992–2015), Miswaki (1978–2004), Seeking the Gold (1985–2016), Woodman (1983–2007) die Native Dancer Hengstlinie zur dominierenden Hengstlinie in den USA und der zweitwichtigsten der ganzen Welt aus.
Native Dancer wurde 1963 ins National Museum of Racing und in die Hall of Fame aufgenommen. Am 16. November 1967 starb er nach einer Kolik-Operation und wurde auf der Sagamore Farm in Glyndon in Maryland beerdigt. Auf der Liste des Blood-Horse Magazine der 100 bedeutendsten Rennpferde belegt er den 7. Platz. Die Sage will es, dass sein Geist seit seinem Tod in Churchill Downs, dem Ort seiner einzigen gleichermaßen unglücklichen wie unverdienten Niederlage, der ihm auch den ersten Platz auf dieser Liste kostete, umgehen soll.